# El Pangui (kanton)
El Pangui – kanton w prowincji Zamora-Chinchipe, w Ekwadorze. Stolicą kantonu jest El Pangui.